# Jeremy Lin
Jeremy Shu-How Lin (xinès tradicional: 林書豪, pinyin: Lín Shūháo; nascut el 23 d'agost de 1988 en Los Angeles, Califòrnia) és un jugador de bàsquet estatunidenc que pertany a la plantilla dels Brooklyn Nets de l'NBA. Amb 1.91 d'alçada, juga en la posició de base.